# Villa Louvigny
Pour les articles homonymes, voir Louvigny.
La Villa Louvigny est un bâtiment datant des années 1920, situé dans le parc municipal de la ville de Luxembourg, capitale du Grand-Duché. Elle a été pendant 64 ans le siège de la Compagnie Luxembourgeoise de Radiodiffusion devenue Compagnie Luxembourgeoise de Télédiffusion (CLT), et abritait à ce titre des studios de radio et télévision de Radio-Luxembourg, devenu le groupe RTL. 
Elle abrite aujourd'hui le ministère de la Santé et l'Institut monétaire luxembourgeois.

## Histoire du bâtiment
Le 19 novembre 1932, à la suite de sa création, la Compagnie Luxembourgeoise de Radiodiffusion (CLR)  loue, pour y établir son siège, la Villa Louvigny dans le parc municipal de Luxembourg qu’elle finit par acquérir avec les terrains en 1936. Les travaux de transformation en studios radiophoniques et bureaux sont achevés en 1939. 
À la suite de l’occupation allemande pendant la Seconde Guerre mondiale, la villa est complètement dévastée : les centraux radio-électriques et téléphoniques ont été dynamités, l'immeuble cloisonné en bureaux provisoires et la discothèque a disparu. La villa est ensuite occupée par les forces alliées américaines qui l’utilisent pour leur radio. Au moment de la remise des locaux à la CLR par l'ambassadeur américain, le 11 novembre 1945, la Villa Louvigny est méconnaissable.
La CLR reconstruit et une nouvelle aile abritant un grand auditorium entre en service en 1952, s'inscrivant dans un projet de deux studios répartis sur 1000 mètres carrés, le premier de forme trapézoïdale ayant pour objectif d'accueillir l'orchestre symphonique de RTL et quelque 400 spectateurs, le second studio destiné à la confection des émissions. Ainsi la Villa Louvigny devient un centre de radiodiffusion complet abritant direction, administration, services d'information, studios, une discothèque de 30 000 disques, des téléscripteurs, un "studio de parole" et deux nouvelles salles de régie relié par un câble souterrain à l'émetteur sur le plateau de Junglinster.
Le 23 janvier 1955, la Compagnie Luxembourgeoise de Télédiffusion (CLT) se lance dans l'aventure de la télévision, par l'émetteur de Dudelange, débutée en juillet 1954. En 1957, une tour de 8 étages est ajoutée à la Villa Louvigny afin d'y abriter les bureaux et studios de Télé Luxembourg. L'aile technique est agrandie en 1961. En décembre 1971, Georges Lang commence à animer les programmes de la nuit sur RTL en direct de la Villa Louvigny. En septembre 1987, RTL Télévision est scindée en deux chaînes distinctes (RTL-TVI vers la Belgique et RTL Télévision vers le Luxembourg et la Lorraine). Les programmes de RTL-TVI sont désormais réalisés depuis la Villa Roosevelt à Bruxelles et ceux de RTL Télévision sont transférés à Metz (et accessoirement à Paris), les régies finales des deux chaînes restant à la Villa Louvigny. La chaîne historique de la CLT changera au fil des années son nom, avec RTL TV, RTL Lorraine, RTL9.
En 1991, les bureaux de la CLT et tous les services radio hébergés à la Villa Louvigny déménagent pour s'installer dans un tout nouvel immeuble, le KB1, construit dans le quartier du Kirchberg dans la banlieue de Luxembourg. Georges Lang et son équipe quittent donc la Villa Louvigny.
En janvier 1995, RTL TV fête ses 40 ans en direct du grand auditorium de la Villa Louvigny.
Un second bâtiment est inauguré en 1996 dans le quartier luxembourgeois du Kirchberg, juste à côté du premier pour abriter la télévision. Durant l'été, les services de télévision de la Villa Louvigny déménagent vers ce nouvel immeuble baptisé KB2. Le comédien voix Didier Gircourt sera l'un des derniers à enregistrer dans ces studios mythiques[réf. souhaitée]. 
La villa, totalement vide, est vendue pour la somme de 931 millions de francs luxembourgeois (un peu plus de 23 millions d'euros) au gouvernement luxembourgeois qui y installe l'Institut monétaire luxembourgeois et le ministère de la Santé. Des concerts de musique classique continuent d'être donnés régulièrement dans le grand auditorium.
Pour beaucoup de téléspectateurs, la Villa Louvigny demeure le siège mythique de Télé-Luxembourg (RTL Télévision) et ils déplorent qu'un musée consacré à la chaîne n'y soit pas installé.